# Чиконамель
Чиконамель (исп. Chiconamel) — деревня в Мексике, входит в штат Веракрус. Административный центр одноимённого муниципалитета.